# 벨랴예보역
벨랴예보역(러시아어: Беляево)은 모스크바 지하철 칼루시스코 리시스카야 선의 역이다. 1974년 8월 12일에 개장하였다.

## 디자인
지상 대합실은 없고, 출입구는 마틴 루터 킹 광장의 지하 통로로 연결되어 있다.

## 같이 보기
- (러시아어) 벨랴예보 역 설명
- (러시아어) metro.ru
- (러시아어) news.metro.ru
- (러시아어) metrowalks.com/ru